# ポケットザウルス 十王剣の謎
『ポケットザウルス 十王剣の謎』（ポケットザウルス じゅうおうけんのなぞ）は、1987年2月27日にバンダイから発売されたファミリーコンピュータ用ゲームソフト。同社の発売したキャラクター文具『ポケットザウルス』をモチーフとしている。

## 概要
横スクロールのアクションゲーム。当時バンダイの社員だった橋本名人をモチーフとした「ハシモトザウルス」が主人公である。
ステージには文具と同じポケットザウルス達が敵として立ちはだかるという設定になっているが、文具と同じ形のキャラクターはほとんど見られず、第1面「恐竜島」を過ぎるとポケットザウルスとはまったく関係のない敵ばかり出てくるようになる。
当時徳間書店から発売されていたゲーム雑誌『ファミリーコンピュータMagazine』にて読者からアイディアを募集していた。
画面下にあるメッセージウィンドウにステージの説明・ヒントや敵の会話が表示されたり、とある場所を通過するとクイズが出題されたり、ゲームオーバーになった場合にラスボスのサラマンダーと試し対決ができたりするなど斬新なシステムになっている。
30000点毎にパワーが一定量回復する。

## ゲーム内容

### アイテム
ボトラノドン
いわゆるアイテムカプセル。これに触れると中から以下6種のアイテム（+敵1種）のどれか1つがランダムで登場する。
ダイヤ
ポケットザウルス世界でのお金に相当。得点も1000点入る。
ヒント
隠し部屋やワープゾーンの存在を教えてくれる。
フラッシュ
画面全体にメイン装備のブーメラン3発分のダメージを与える。ただしボスには効果がない。
得点2倍
約20秒間得点が全て2倍となる。
ハシモトマーク
パワーゲージが全快する。
ボトラノドン
ボトラノドンを取った時、中からまたボトラノドンが出て来た状態。これはただの得点アイテムでランダムに200点、500点、1000点が入る。
ドラクラ
アイテムではなく敵キャラ、1発で倒せるがハシモトザウルスをしつこく追っかけて来る。
スーパーシールド
ハシモトザウルスがパワースーツを装着し、スーパーザウルスに変身できる。スーパーシールドを取った時点でパワーゲージが全快する。変身時はブーメランの速度が上がり、3連射になる。3万点ごとにパワーが約半分回復する。パワーゲージが2にまで下がると変身解除。
1UP
自機がひとつ増える。ダイヤ5個と引き換えに入手可能、4個以下なら入手不可。
コンティニューマーク
ゲームオーバーになってもステージの初めからやり直せる。
高速マーク
取得した次の部屋にて、約40秒間ハシモトザウルスの速度が上昇する。エジプト後半のピラミッドステージ道中1箇所のみ出現
十王剣
本作のキーアイテム。各ステージのボスを倒すことで入手できる。ゲームオーバー時の試し対決ではサラマンダーに投げつけてダメージを与えることも可能だが、本来はダーククリスタルパレスの所定の場所に置くのが正解。本対決では投げつける事が不可能になっている。

## 設定

### ストーリー
遥か昔、時を越え全時代を我がものにしようとしていた邪悪な怪物がいた。その名は「サラマンダー」。彼は自らを時空大帝と名乗り、あらゆる生物を恐竜に変える魔法を持っていた。一度その魔法にかかると「サラマンダー」の死以外に、魔法を解く方法はない。
舞台となるのは西暦2001年の地球。優れた歴史科学者の主人公、ハシモトは図書館で「サラマンダー伝説」と記された古い文献を見つけた。しかし途中の数ページがなくなっていた。ハシモトは、「なくなってしまっている数ページには、サラマンダー伝説に関する事が記されていたに違いない」と興味を持ち、あらゆる文献を集めて研究を始めた。
ある日、広場を歩いていると、突如「サラマンダー」が現われてハシモトは魔法をかけられ、身体が恐竜となった。ハシモトは強い精神力を持っており、心までは支配されることはなかった。名人「ハシモト」は「ハシモトザウルス (ポケットザウルス・PZ)」(強い正義感と勇気を持った恐竜)となり元の姿に戻るため、タイムカプセル(自作のタイムマシン)に乗って様々な時代を移動しながら時空大帝サラマンダーを倒すための旅を続けてゆく。

### ステージ構成
カッコ内は年代。「恐竜島」とラストの「神々の時代」→「大帝宮ダーククリスタルパレス」はデフォルト。それ以外の3ステージの順番はランダムに選ばれる。
恐竜島（紀元前1億年）
第1時空間部隊
エジプト（紀元前2600年）
第2時空間部隊
未来都市（西暦5000年）
第3時空間部
妖怪魔境（西暦1700年）
第2異次元空間部隊
神々の時代（紀元前1万年）
第1異次元空間部隊
大帝宮ダーククリスタルパレス

## 評価
ゲーム誌『ファミコン通信』の「クロスレビュー」では合計23点（満40点）、『ファミリーコンピュータMagazine』の読者投票による「ゲーム通信簿」での評価は以下の通りとなっており、19.25点（満30点）となっている。
| 項目 | キャラクタ | 音楽 | 操作性 | 熱中度 | お買得度 | オリジナリティ | 総合  |
| 得点 | 3.65       | 3.13 | 3.20   | 3.12   | 2.90     | 3.25           | 19.25 |